# Иванов, Алексей Сергеевич (спортсмен-ведущий)
Алексей Сергеевич Иванов (род. 2 февраля 1988 года, Екатеринбург, СССР) — спортсмен-ведущий сборной команды России по лыжным гонкам и биатлону по спорту слепых. Лидер Михалины Лысовой на зимних Паралимпийских играх 2010 года в Ванкувере и зимних Паралимпийских играх 2014 года в Сочи. Многократный призёр и чемпион Паралимпиады. Заслуженный мастер спорта России по лыжным гонкам (спорт слепых). Награждён Орденом Почёта.

## Награды
- Орден Почёта (26 марта 2010) — за большой вклад в развитие физической культуры и спорта, высокие спортивные достижения на X Паралимпийских зимних играх 2010 года в городе Ванкувере (Канада).[3]